# Vicopisano
Vicopisano ist eine italienische Gemeinde mit 8567 Einwohnern (Stand 31. Dezember 2023) in der Provinz Pisa in der Region Toskana.

## Geografie

Lage von Vicopisano in der Provinz Pisa

Die Gemeinde erstreckt sich über ca. 27 km². Sie liegt ca. 50 km westlich der Regionalhauptstadt Florenz und 15 km östlich der Provinzhauptstadt Pisa am Arno (6 km im Gemeindegebiet) und in der Gebirgskette Monti Pisani. Der Ort liegt in der klimatischen Einordnung italienischer Gemeinden in der Zone D, 1 858 GG.
Zu den Ortsteilen zählen Caprona (12 m, ca. 500 Einwohner), Cucigliana, Lugnano, Noce (9 m, ca. 80 Einwohner), San Giovanni alla Vena und Uliveto Terme (8 m, ca. 1200 Einwohner). Der Hauptort hat ca. 5000 Einwohner.
Die Nachbargemeinden sind Bientina, Buti, Calci, Calcinaia, Cascina und San Giuliano Terme.
| Calci              | Buti       |           |
| San Giuliano Terme | Vicopisano | Bientina  |
|                    | Cascina    | Calcinaia |

## Geschichte
Vicopisano entstand am Zusammenfluss des Serchio in den Arno (Der Serchio, damals noch als Auser bzw. Auserculus (kleine Auser) bekannt, wurde später umgeleitet und führte seit dieser Zeit nicht mehr in den Arno, sondern direkt bei San Rossore in das Ligurische Meer). Aufgrund der strategisch günstigen Lage und der Nähe zu Pisa entwickelte sich auch der Ort und dessen Wirtschaft. Erstmals schriftlich erwähnt wurde der Ort in einem Dokument des Bischofs von Pisa, Zanobi, nach der sich die Kirche  Santa Maria e Giovanni in sita loco et finibus Vicho befindet. Nach der Niederlage Pisas, das seit 1230 einen starken Einfluss auf Vicopisano ausübte, gegen Florenz 1406 gelangte der Ort unter die Herrschaft von Florenz, wo er bis auf wenige Ausnahmen (1494–1498) und (1502–1503) und später im Herzogtum Toskana bis zur Einigung Italiens verblieb. 1434 wurde die Rocca di Vicopisano, auch Rocca del Brunelleschi oder Rocca Nuova genannt, von Filippo Brunelleschi erbaut.

## Sehenswürdigkeiten

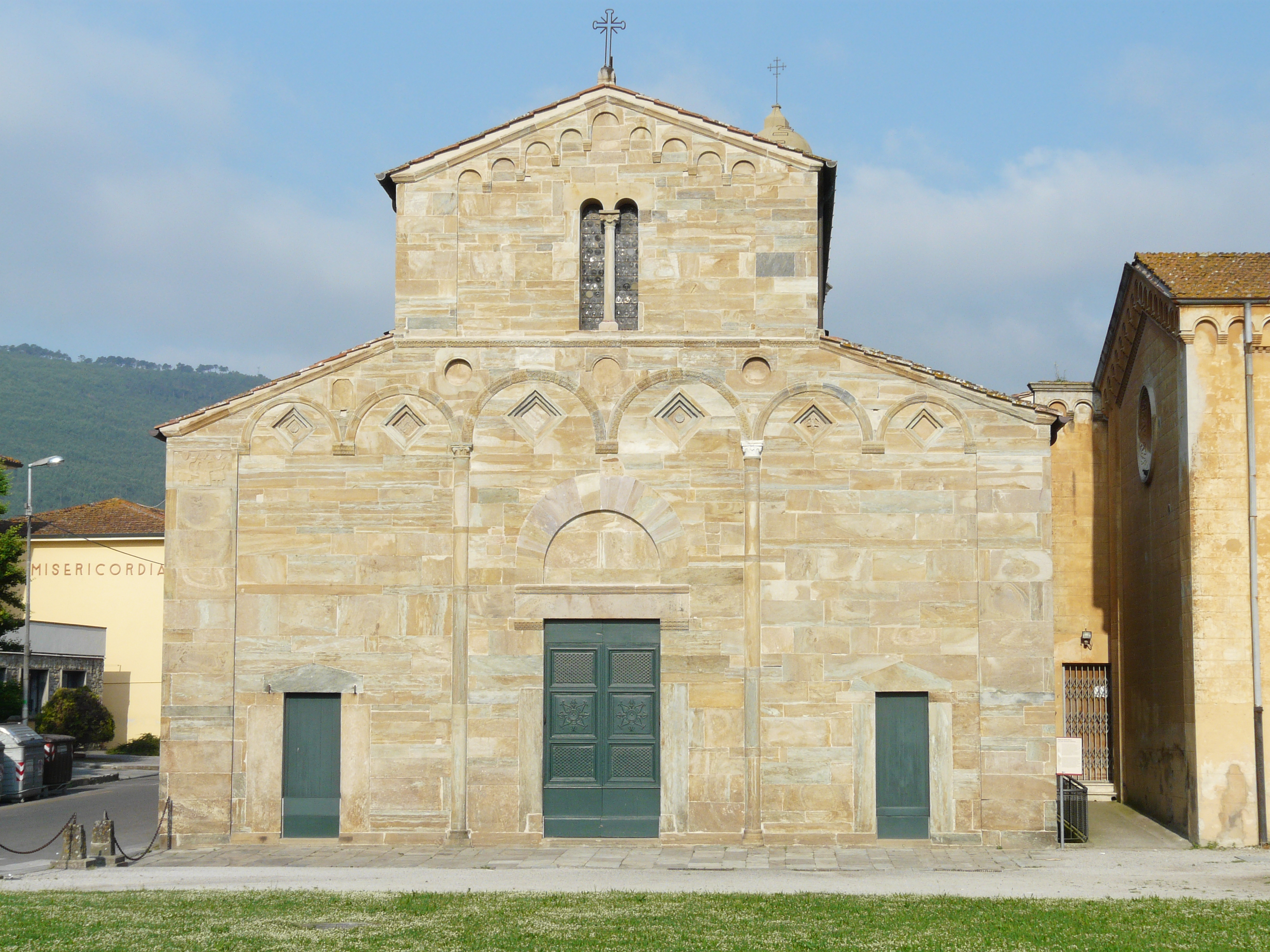
Die Kirche Santa Maria am Ortskern

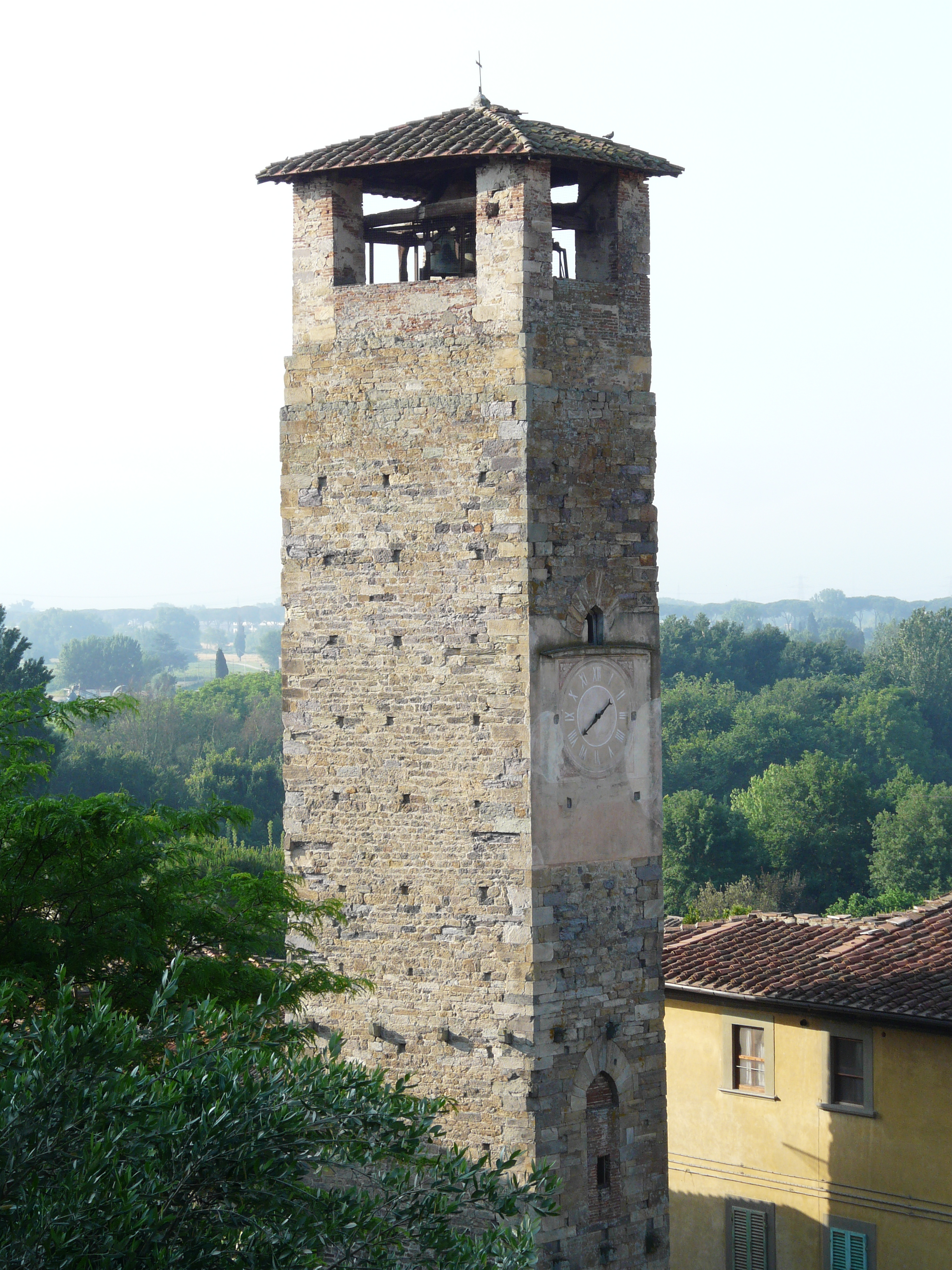
Der Uhrturm Torre dell’Orologio

### Im Hauptort
- Pieve di Santa Maria, auch Pieve di Santa Maria e Giovanni Battista[7], bereits 934 dokumentierte Pieve im Hauptort.[8]
- Palazzo Pretorio, ehemaliger Regierungssitz, entstand im 14. Jahrhundert und wurde im 15. Jahrhundert wesentlich erweitert.[9]
- Rocca di Vicopisano, auch Rocca del Brunelleschi genannt, bereits 934 erwähnte Festung.[10]
- Türme im Ortskern:[11].
  - Torre Gemella Nord e Sud, Zwillings-Geschlechtertürme aus dem 12. Jahrhundert[12].
  - Torre Malanima, 12. Jahrhundert, 6 m × 4 m, 16 m Höhe.
  - Torre dell’Orologio, 12./13. Jahrhundert, 3,8 m × 5,6 m, 22 m Höhe.
  - Torre di Petraia, 12. Jahrhundert, 6,2 m × 6 m, 14 m Höhe.
  - Torre delle Quattro Porte (Torre di Reale), 6,4 m × 6,4 m, 16 m Höhe.
  - Torre dei Serretti, 12. Jahrhundert, 4 m × 5 m, 20 m Höhe.
  - Torre del Soccorso (5 m × 5m, 25 m Höhe)
- Villa Fehr, Villa/Palast in der Via del Pretorio 21, Ortskern nahe der Burg.
- Santa Maria Addolorata, auch Maria Addolorata della Via Crucis, Kirche am Kreuzweg (Via Crucis) zum Hügel Monte Mirra kurz außerhalb des Ortskern, 1720 entstanden.[13]

### In den Ortsteilen

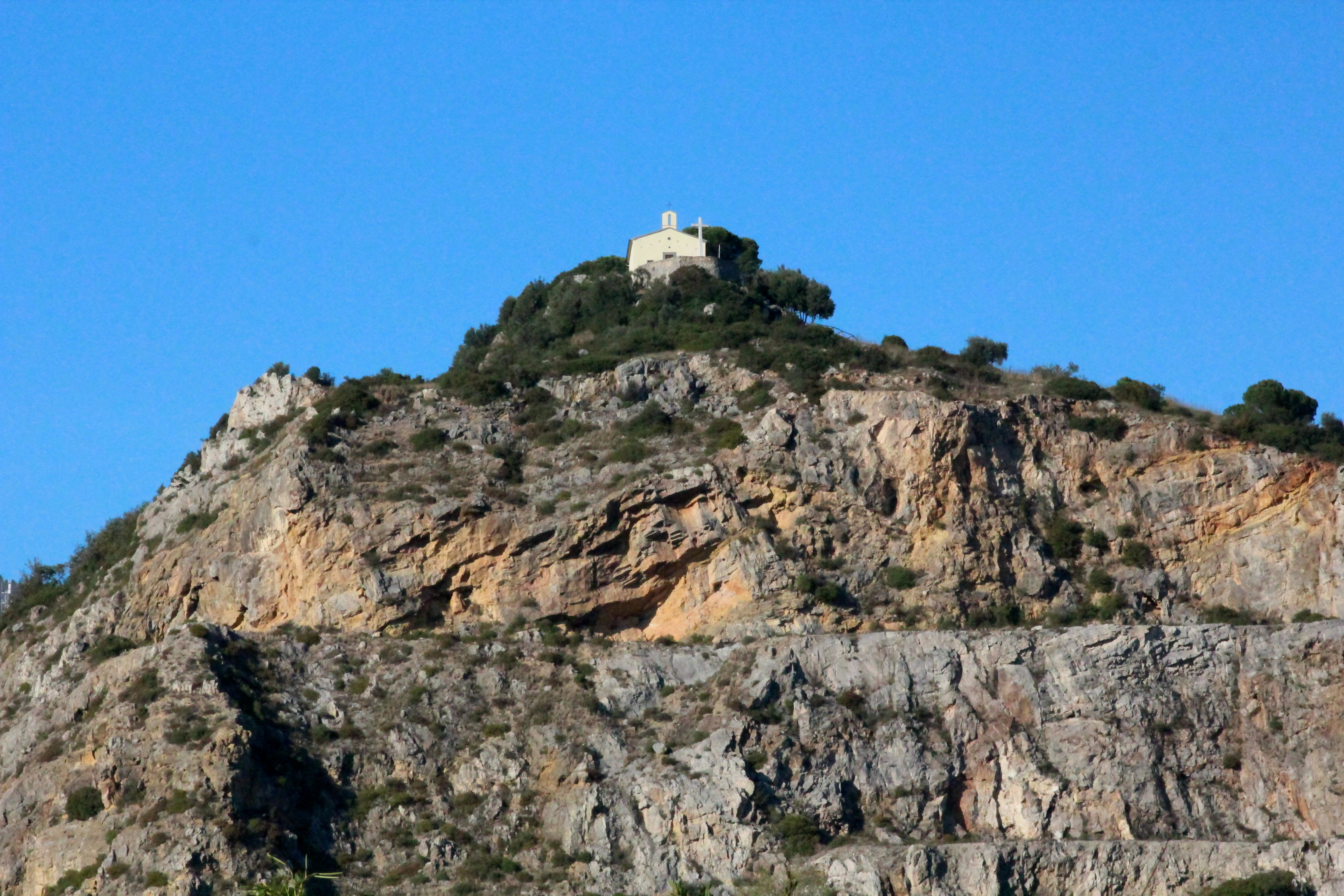
Die Kapelle Santa Croce in Castellare auf dem Monte Castellare nahe San Giovanni alla Vena

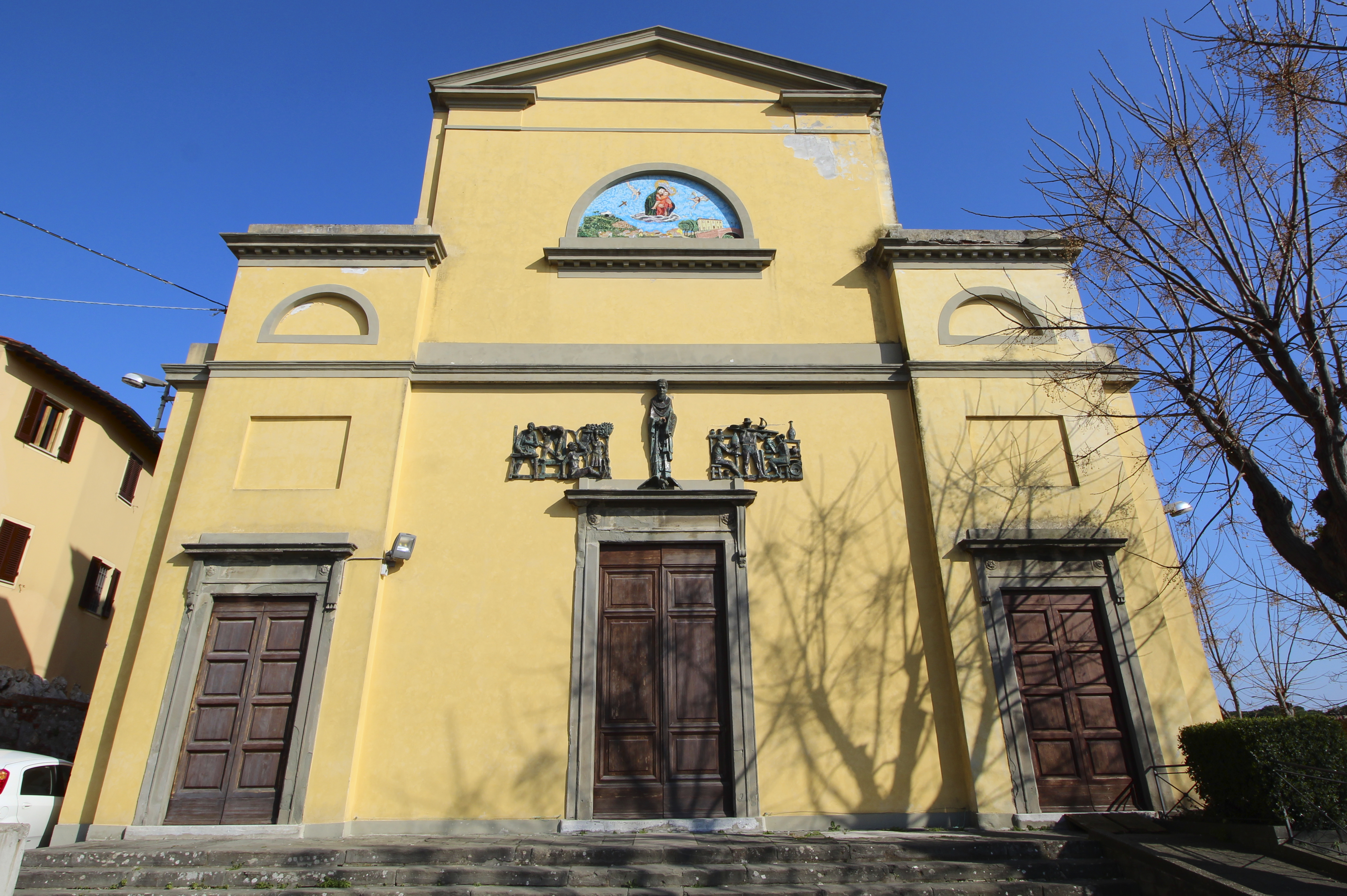
Die Kirche San Giovanni Evangelista in San Giovanni alla Vena

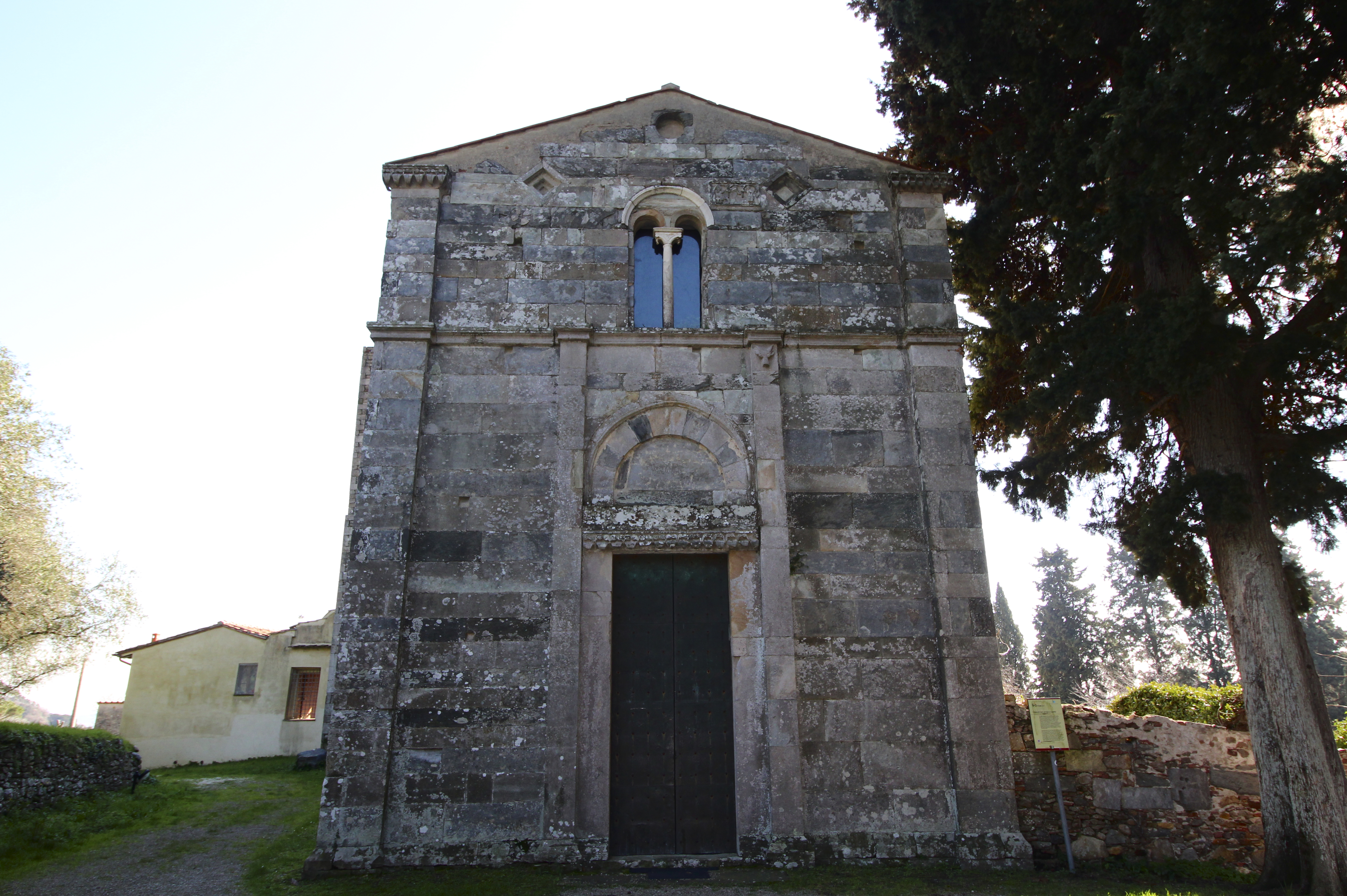
Die Kirche San Jacopo a Lupeta

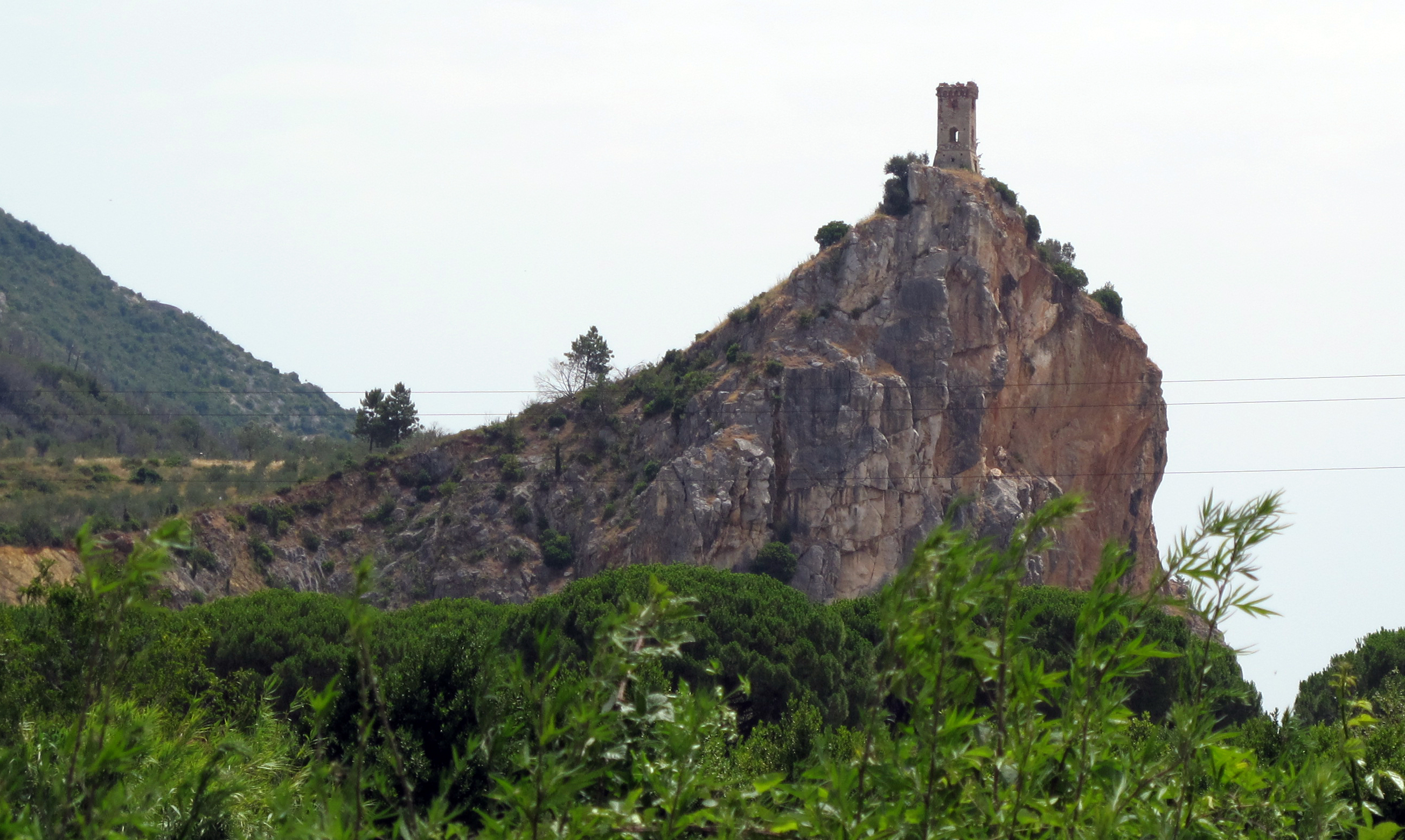
Torre di Caprona im Ortsteil Caprona

- Sant’Andrea Apostolo, Kirche im Ortsteil Cucigliana, die erstmals 1063 erwähnt und im 18. Jahrhundert restauriert wurde.[7]
- Sant’Andrea in Nocciola, ehemalige Kirche und Kloster in der Località Nocciola. Wurde im 12. Jahrhundert erwähnt.[14]
- Santissima Annunziata, Kirche im Ortsteil Uliveto Terme aus dem 14. Jahrhundert.[15]
- Santa Croce in Castellare, Kirche auf dem Monte Castellare, die am 14. September 1657 geweiht und 1718 vergrößert wurde.[16] Wurde bei einem Gasunfall am 2. Mai 2017 fast vollständig zerstört.[17]
- San Domenico, Kirche im Ortsteil Noce, 1639 entstanden.[18]
- San Giorgio, Kirche im Ortsteil Lugnano, die erstmals 1372 erwähnt wurde. Wurde 1939 erneuert, von der alten Kirchen blieben Teile der Apsis und der Seitenwände bestehen.[19]
- San Giovanni Evangelista, Pieve im Ortsteil San Giovanni alla Vena, die erstmals 975 erwähnt wurde. Wurde im späten 16. Jahrhundert neu errichtet und im 19. Jahrhundert erweitert.[7]
- Pieve di Santa Giulia, bereits 1096 erwähnte Pieve im Ortsteil Caprona.[20]
- San Giuseppe, auch Cappella di Villa D’Alesio, Kapelle der Villa D’Alesio im Ortsteil San Giovanni alla Vena, die 1748 entstand.[21]
- San Jacopo a Lupeta, Kirche in Lupeta aus dem 12. Jahrhundert.[9]
- Santa Marta, Kirche im Ortsteil Caprona. Wurde 1960 errichtet.[22]
- Chiesa di San Martino al Bagno, Kirche im Ortsteil Uliveto Terme.[23]
- San Michele alla Verruca, Klosterruine an der Gemeindegrenze zu Calci, nahe der Burgruine Rocca della Verruca (Ortsgebiet von Calci).
- Santi Quirico e Giulitta, Kirche im Ortsteil Lugnano, die 1137 erwähnt wurde.[24]
- San Rocco, Kirche im Ortsteil San Giovanni alla Vena, die 1635 entstand.[21]
- Oratorio della Compagnia del Santissimo Sacramento, Oratorium im Ortsteil San Giovanni alla Vena. Entstand im 16. Jahrhundert und liegt der Kirche San Giovanni Evangelista linksseitig an.[25]
- San Salvatore, Kirche im Ortsteil Uliveto Terme, die 1063 erwähnt wurde.[26]
- Terme di Uliveto, historische Thermen im Ortsteil Uliveto[27]
- Torre di Caprona, auch Torre degli Upezzinghi genannt, im 19. Jahrhundert errichteter Turm. Entstand über der Burgruine von Caprona, die im 11. Jahrhundert erwähnt wurde und 1433 von den Truppen aus Florenz zerstört wurde.[28]

## Söhne und Töchter der Gemeinde
- Leonardo Frullani (1756–1824), geboren im Ortsteil San Giovanni alla Vena, toskanischer Staatsmann
- Giovanni Domenico Anguillesi (1766–1833), Schriftsteller